# Henry Robertson Bowers

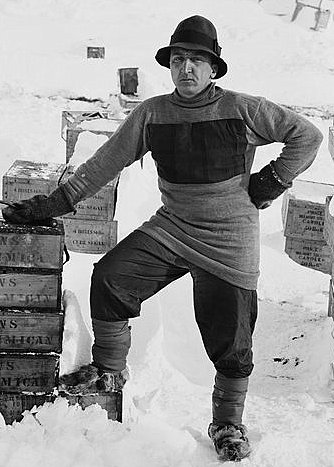
Henry Robertson Bowers en 1911, durante la Expedición Terra Nova

El teniente Henry Robertson (Birdie) Bowers (Greenock, Escocia, 29 de julio de 1883-Barrera de hielo de Ross, Antártida, c. 29 de marzo de 1912) fue uno de los compañeros de Robert Falcon Scott en la expedición tristemente famosa al fallecer todos sus miembros tras haber alcanzado el Polo Sur.

## Biografía
De origen escocés, su padre murió cuando tenía tres años y creció junto a su madre. Su primer contacto con el mar fue en la marina mercante, cuando se alistó en el Royal Indian Marine Service en 1905. Se alistó a la expedición de Scott tras haber leído acerca de su primera expedición en el Discovery, y la expedición  Nimrod de Ernest Shackleton. No contaba con ninguna experiencia polar previa.
Bowers era bajo, y tenía una nariz con forma de pico, lo que rápidamente le hizo ganarse el apodo de "Birdie" (pajarito) entre sus compañeros de expedición. Era conocido por ser un tipo duro, en el que se podía confiar y que siempre estaba alegre.
Inicialmente Scott no había considerado incluir a Bowers en el grupo que debía llegar al polo. Bowers estaba asignado al equipo de trineo liderado por el segundo de Scott, el teniente E. R. G. R. Evans, que sería la última partida de apoyo que acompañaría a Scott y su equipo en su camino hacia el sur. Pero el 4 de enero de 1912 cuando Evans se despidió del grupo de Scott, Bower fue asignado al grupo que llegaría hasta el polo. Parece ser que fue una decisión impulsiva de Scott. Unos pocos días antes, había ordenado a los hombres de Evans que dejaran sus esquíes, por lo que Bowers tuvo que ir a pie hasta el polo mientras que los otros iban esquiando. Además, al añadir un otro miembro al grupo significó tener que apretujar a una persona más en una tienda hecha para cuatro, y repartir las raciones de comida que estaban empaquetadas en unidades para cuatro hombres. La principal motivación de Scott para incorporar a Bower al grupo era la necesidad de otro navegante experimentado que confirmara su posición en el polo para así evitar la controversia que habían suscitado las reivindicaciones de Frederick Cook y Robert Peary en el Polo Norte.
El 16 de enero de 1912, con el grupo próximo al Polo Sur, fue Bowers el primero que divisó una bandera dejada allí por Roald Amundsen un mes antes.  Su viaje de vuelta fue terriblemente penoso, falleciendo primeramente Edgar Evans y a continuación Lawrence Oates que sucumbió al escorbuto y las congelaciones que padecía. Scott, Bowers, y el Dr. Edward Adrian Wilson continuaron, pero murieron en su tienda a poco menos de 20 km de su campamento base. Sus cuerpos fueron descubiertos por una partida de búsqueda la primavera siguiente, y fueron enterrados bajo la nieve allí donde yacían.